# Pachylophus femoratus
Pachylophus femoratus är en tvåvingeart som först beskrevs av Johnson 1898.  Pachylophus femoratus ingår i släktet Pachylophus och familjen fritflugor. Inga underarter finns listade i Catalogue of Life.